# Patritius a Akácius
Svatí Patritius a Akácius byli mučedníci. Patritius byl biskupem a Akácius laikem. Byli umučeni v neznámé době v Pruse v Bithýnii.
Jejich svátek se slaví 28. dubna.